# ロレイン・ゲラー
ロレイン・ゲラー (Lorrain Geller、1928年9月11日 - 1958年10月13日）は、アメリカ合衆国のジャズ・ピアニスト。
ゲラーは1928年9月11日にオレゴン州ポートランドで生まれた。彼女はニューヨークを拠点とする女性のみのビッグバンドである「Sweethearts of Rhythms（スウィートハーツ・オブ・リズムズ）」にまず加入した。サックス奏者であるハーブ・ゲラーに出会うと1951年に結婚。ハーブとともにロサンゼルスに移り、ウエストコースト・ジャズの熱烈な支持者であるショーティー・ロジャース、ズート・シムズ、スタン・ゲッツやレッド・ミッチェルなどと多くの共演をした上、チャーリー・パーカーやディジー・ガレスピーとも共演した。1957年には、ケイ・スターに同行している。その翌年は、娘を育てることに集中したため、あまり多くの演奏をしなかったが、第一回モントレー・ジャズフェスティバルにて演奏を行った。1958年10月13日、ロレイン・ゲラーはロサンゼルスで亡くなった。心不全もしくは気道感染によるものだった。

## ディスコグラフィ

### リーダー・アルバム
- 『ザ・ゲラーズ』 - The Gellers (1955年、EmArcy) ※with ハーブ・ゲラー[2]
- 『ロレイン・ゲラー・アット・ザ・ピアノ』 - Lorraine Geller at the Piano (1959年、Dot) ※1954年録音
- 『ウェスト・コースト・ピアノ・タッチ』 - West Coast Piano Touch (1992年、Vantage) ※1952年-1953年録音 with ドド・マーマローサ

### 参加アルバム
メイナード・ファーガソン
- 『アラウンド・ザ・ホーン』 - Around the Horn with Maynard Ferguson (1956年、EmArcy)

ハーブ・ゲラー
- 『プレイズ』 - Herb Geller Plays (1954年、EmArcy) ※with リロイ・ヴィネガー、ローレンス・マラブル
- 『ハーブ・ゲラー・セクステット』 - The Herb Geller Sextette (1955年、Mercury) ※with コンテ・カンドリ、レッド・ミッチェル

レッド・ミッチェル
- 『プレゼンティング・レッド・ミッチェル』 - Presenting Red Mitchell (1957年、Contemporary)[2]

その他
- マイルス・デイヴィス : 『マイルス・デイヴィス&ザ・ライトハウス・オールスターズ』 - At Last : Miles Davis And The Lighthouse All Stars (1985年、Contemporary) ※1953年録音
- チェット・ベイカー & マイルス・デイヴィス : Complete performances with Lighthouse All Stars (2004年、Jazz Factory) ※ロレイン・ゲラーはマイルス・デイヴィスのトラックにのみ登場